# Siedlung Waldschule
Siedlung Waldschule oder kurz Waldsiedlung ist ein Ortsteil von Eschweiler in der Städteregion Aachen in Nordrhein-Westfalen. Die Siedlung bildet einen eigenen Wahlbezirk und wird verwaltungstechnisch zu Pumpe-Stich gerechnet. Sie liegt in einer Heidelandschaft zwischen dem Eschweiler Stadtwald im Osten, der Stadtgrenze zu Stolberg (Rhld.) im Westen, der Inde im Norden und der Donnerberg-Kaserne Eschweiler im Süden. Das Siedlerheim der Siedlergemeinschaft befindet sich Ecke Heidestraße/Moosweg.
Das Heidegebiet Steinfurt ist als Naturschutzgebiet ACK-034 ausgewiesen.

## Geschichte
Beginn der Bauarbeiten war März 1949 mit 87 Siedlerstellen, erster Spatenstich am 4. April 1950 durch den damaligen Eschweiler Bürgermeister Bücken. Das evangelische Hilfswerk übernahm die Trägerschaft. Benannt wurde die Siedlung Waldschule nach der ehemaligen Waldschule. Bei dieser handelte es sich um eine zweizügige Volksschule, die sich an der Gemarkung „Großkohl“ (heute Ecke Luisenstraße/Waldstraße) befand.

## Verkehr
Die nächste Anschlussstelle ist „Eschweiler-West“ auf der A 4. Der nächste Bahnhof ist „Eschweiler Hauptbahnhof“ an der Strecke Köln – Düren – Aachen. Zukünftig könnte der nächste Haltepunkt Eschweiler-Aue der Euregiobahn sein. Durch die Siedlung Waldschule verlaufen die AVV-Buslinien 8 mit den Haltestellen „Luisenstraße“, „Waldstraße“, „Am Ginsterbusch“ und „Steinkohlenfeld“ sowie 48 mit den Haltestellen „Luisenstraße“, „Akazienhain“, „Alte Rodung“, „Waldsiedlung“ und „Eschweiler Stadtwald“. Beide Linien werden von der ASEAG betrieben.
| Linie | Verlauf |
| ----- | --- |
| 8     | Zweifall – Münsterau – Vicht – Bernardshammer – Binsfeldhammer – Stolberg Altstadt – Stolberg Mühlener Bf – Velau – Steinfurt – Siedlung Waldschule – Pumpe-Stich – Röthgen – Talbahnhof/Raiffeisenplatz – Krankenhaus – Eschweiler Bushof |
| 48    | Stolberg Mühlener Bf – Birkengang – Donnerberg – Donnerberg Kaserne – Eschweiler Stadtwald – Waldsiedlung – Pumpe-Stich – Eschweiler Hbf – Röthgen – Odilienstraße – Krankenhaus – Eschweiler Bushof – Vöckelsberg                         |